# Yuji Nakazawa
Yuji Nakazawa (n. 25 februarie 1978) este un fotbalist japonez.

## Statistici
| Japonia | Japonia | Japonia |
| An      | Meciuri | Goluri  |
| ------- | ------- | ------- |
| 1999    | 1       | 0       |
| 2000    | 6       | 2       |
| 2001    | 2       | 0       |
| 2002    | 1       | 0       |
| 2003    | 4       | 0       |
| 2004    | 15      | 5       |
| 2005    | 12      | 1       |
| 2006    | 12      | 1       |
| 2007    | 13      | 2       |
| 2008    | 16      | 4       |
| 2009    | 14      | 2       |
| 2010    | 14      | 0       |
| Total   | 110     | 17      |